# Ђовани Валети
Ђовани Валети (итал. Giovanni Valetti, 22. септембар 1913. — 28. мај 1998) бивши је италијански професионални бициклиста у периоду од 1935. до 1948. године. Валети је највећи успјех остварио 1938. и 1939. године, када је освојио Ђиро д’Италију, док је 1938 освојио и брдску класификацију на Ђиру. Освојио је и друго мјесто на Ђиру 1937. Тур де Франс возио је само 1937. и није га завршио. Од других трка, освојио је Тур де Свис 1938.

## Каријера

### 1935—1936
Валети је освојио Ђиро дел Лацио трку као аматер 1931, а почео је професионалну каријеру 1935. године. Најбољи резултат прве сезоне било му је 23 мјесто на Ђиро ди Ломбардији у октобру. Наредне године остварио је прву побједу, освојио је трку Фрејус, након чега је завршио Милано—Санремо на 22 мјесту. У мају возио је Ђиро д’Италију по први пут. Након осам спринтерских етапа, велика борба водила се на деветој. Ђино Бартали је напао на првом успону, Валети и Северино Канавези су у почетку пратили, али су брзо отпали. Валети је етапу завршио на трећем мјесту, седам минута иза Барталија који је доминантно тријумфовао. Валети је тако дошао до шестог мјеста у генералном пласману. На етапи 11 возио се брдски хронометар, Валети је завршио четврти, са истим временом као Бартали и попео се на пето мјесто у генералном пласману. На етапи 15, бијег од 31 возача, у којем је било неколико возача из топ 10, дошао је на циљ три минута испред Валетија и Барталија и Валети је пао на шесто мјесто. На етапи 16 вожен је хронометар дуг 39 km, Валети је завршио седми и вратио се на пето мјесто у генералном пласману, претекавши Доменика Пјемонтезија. На етапи 17, Аладино Меали је изгубио вријеме и Валети је дошао до четвртог мјеста у генералном пласману. На етапи 18, Валети је изгубио три и по минута и поново је пао на пето мјесто. На етапи 20 изгубио је још времена и завршио је Ђиро на петом мјесту, 14 минута иза побједника — Ђина Барталија.

### 1937
Некон слабијих резултата на почетку сезоне, Валети је завршио Милано—Санремо на 26 мјесту. и Ђиро дела Тоскану на трећем, након чега је возио Ђиро. На Ђиру 1937 по први пут је вожен екипни хронометар, а поред њега вожен је још једам брдски. Нело Троги је тријумфовао на првој етапи из бијега и стекао два минута предности у генералном пласману, које је изгубио већ на другој етапи. Валети је на трећој етапи напао са Мариом Вичинијем и Марком Чиматијем, у финишу се одвојио од њих и тријумфовао са пет секунди испред двојца. Главна група изгубила је два и по минута и Валети је био нови лидер трке, два и по минута испред сувозача Олимпија Биција. Бици је тријумфовао у спринту на четвртој етапи, али је разлика остала иста јер није било бонификација. На петој етапи вожен је први тимски хронометар на Ђиру. Побиједио је тим Лењано, за који вози Бартали; док је Фрејус, за који вози Валети, завршио шести — 3 минута и 24 секунде иза Лењана. Валети је пао на треће мјесто, 54 секунде иза Барталија. На краткој, шестој етапи, група се распала, оформљено је доста мањих група, док су се многи возачи мучили возећи сами. Бици је тријумфовао, Валети је завршио минут иза, али се Бартали мучио и Валети је вратио розе мајицу, сада са 43 секунде испред Барталија. На деветој етапи, Бартали је био најбољи на успонима, по снијегу. Валети је завршио трећи, минут и 3 секунде иза и Бартали је преузео мајицу; Валети је заостајао 20 секунди. Трећепласирани Канавези заостајао је преко пет минита и било је јасно да ће се борба водити између Валетија и Барталија. На етапи 12, до Наполија до Фође, Бартали је напао на успону Аријано и тријумфовао је са минут и 12 секунди испред групе у којој је био Валети. На етапи 14, Бартали је поново тријумфовао, Валети је завршио на деветом мјесту, 2 минута и 8 секунди иза и заостајао је 3 минута и 45 секунди иза Барталија. На етапи 15, група се раздвојила, Валети је био на правој страни, док је Бартали поново био на погрешном мјесту приликом раздвајања групе. Валети је вратио минут и 5 секунди и након етапе 15 заостајао је два минута и 40 секунди. На наредне три етапе није било промјена, док је на етапи 19 Ђиро први пут ишао кроз Доломите. Бартали је био први након првог успона — Ролеа, док је Валети све више губио вријеме. Бартали је прешао први и преко успона Косталуња и након осам сати вожње, тријумфовао је са пет минута испред Енрика Мола и Валетија. Валети је тако свој заостатак попео на осам минута. Наредне четири етапе биле су спринтерске, није било промјена и Валети је завршио други, осам минута и 18 секунди иза Барталија.
Након Ђира, возио је Тур де Франс, али га је напустио већ на другој етапи.

### 1938
Први значајнији резултат пред Ђиро 1938, било му је треће мјесто на критеријуму Нион. Италијанска влада наредила је Барталију да прескочи Ђиро и вози Тур де Франс, те је тако Валети био први фаворит за тријумф на Ђиру. На другој етапи група се раздвојила, Валети је био на погрешној страни и изгубио је девет минута. На етапи 4а, до Ла Специје, Валети је тријумфовао из бијега и смањио заостатак на седам минута у генералном пласману. На етапи 7а вожен је 20 km дуг брдски хронометар, на коме је тријумфиовао Валети, са истим временом као Ђордано Котур. Валети је тако дошао до петом мјеста у генералном пласману, три минута иза Чезареа дел Чанчије. На деветој етапи, од Наполија до Ланчијана, Валети и Котур су напали на 120 km до циља. Котур је побиједио на етапи, док је Валети завршио други, четири минута испред Чанчије и преузео је розе мајицу. На десетој етапи, слабије пласирани возачи дошли су на циљ пет минута испред групе и Северино Канавези је дошао до другог мјеста у генералном пласману; Валети је имао 39 секунди предности. На етапи 13, Чанчија се вратио на друго мјесто. На етапи 15, Ђиро је поново ишао у Доломите, етапа од Белуна до Термеа имала је два велика успона: Роле и Фугаце. Бернардо Рогора је био први након Ролеа, а затим је Валети кренуо фуриозно, прешао први преко успона Пјан деле Фугацеи стигао је до соло побједе минут и 46 секунди испре Ициа Чечија. Дел Чанчија је изгубио 21 минут и сад је Валети имао три минута и 26 секунди испред чечија. На прилично равној, етапи 17, Чечи је изгубио пет минута и Валети је имао предност од осам минута у генералном пласману. На наредне двије етапе није било промјена и Валети је освојио Ђиро са осам минута и 47 секунди испред Чечија. Такође, Валети је освојио брдску класификацију са 29 поена, три поена више од Ђордана Котура.
Недуго након Ђира, Валети је возио Тур де Свис трку, на којој је доминирао. Тријумфовао је на трећој и четвртој етапи, завршио је трећи на петој етапи и освојио је трку 12 минута и 49 секунди испред Арсена Мерха.

### 1939
Сезону 1939 почео је побједом на трци Офринген у Швајцарској. На Ђиру, навијачи су нестрпљиво очекивали нови дуел Барталија и Валетија, двојице најбољих италијанских возача тог доба. На првој етапи тријумфовао је побједник Ђира из 1935 — Васко Бергамаски. На другој етапи, од Торина до Ђенове, Бартали, Чинели и Вичини су отишли у напад, Бартали је тријумфовао, док је главна група, у којој је био и Валети, завршила пет и по минута иза. Иако је рано стекао велику предност, Бартали је испустио већ на трећој етапи. Пропустио је бијег десеторице возача, у којем је био и Валети. Бијег је на циљ стигао седам минута испред групе и Валети је дошао до осмог мјеста у генералном пласману. Стекао је два минута испред Барталија, али је и даље имао пет и по минута иза Чинелија и Вичинија. На седмој етапи вожен је брдски хронометар, дуг 14 km; побиједио је Валети, 28 секунди испред Барталија и дошао је до четвртог мјеста, три и по минута иза Чинелија. На десетој етапи, Валети је надокнадио вријеме и дошао до трећег мјеста, два минута иза Чинелија. На етапи 11 ишло се у Апенине, на успону Пасо дел Мураљоне. Бартали је побиједио на етапи, док је Валети преузео розе мајицу. На етапи 15 вожен је 39,8 km дуг хронометар. Валети је тријумфовао 52 секунде испред Биција, док је Бартали заостао два минута. Валети је након хронометра имао четири минута испред Барталија. Етапа 16 означила је почетак Доломита, преко успона Пасо дела Маурија, Валети је издржао нападе Барталија и завршили су заједно. Етапа 17 била је дуга 258 km, од Кортина д’Ампеца до Трента, са главним успоном Роле. Бартали је знао да му трка измиче и напао је рано. Завршио је први преко Ролеа и након што су му се придружили Вичини и још неки возачи, успио је да дистанцира Валетија. Валети је био у кризи, изгубио је 7 минута и 48 секунди. Ђиро је дјеловао изгубљено за Валетија, који је пао на четврто мјесто, 3 минута и 49 секунди иза Барталија. Италијански бициклистички свијет је експлодирао од узбуђења због дуела Валетија и Барталија. Одлучујућа етапа била је претпоследња, етапа 18, последња у планинама. Дужине 166 km, од Трента до Сондриоа, са успонима Тонале и Априка. Валети је напао рано, али га је Бартали достигао и отишао од њега. Преко успона Тонале, Бартали је прешао први и био је пет минута испред Валетија. Валетију се придружио сувозач, Бици и заједно су достигли и престигли Барталија. Валети је доживио дефект, Бартали их је достигао и није чекао. Валети се поново вратио и напао на успону Априка и тријумфовао је на етапи која је вожена по јако лошим условима. На успону Тонале било је 20 центиметара снијега. Бартали је имао лош дан. Док је Валети возио да направи чудо, Бартали је доживио дефект а затим је пао. Још горе по њега било је то што је тимски аутомобил морао да се креће споро и изгубио је доста времена док је добио нови точак. Валети је на циљ у Сондрију стигао пет минута испред сувозача Биција, док је Бартали завршио седам минута иза. Ипак, на овој етапи било је много више од напорне вожње. Аутомобил Валетијевог тима Фрејус био је испред аутомобила тима Лењано. Да би спријечио да возило дође до Барталија, возач Фрејуса претварао се да је изгубио контролу над у снијегу, зауставивши аутомобил по средини пута. Аутомобил тима Лењано био је блокиран, док је Бартали покушавао да промијени гуму по јако хладном времену. Након тога се Валетију пробушила гума, а када је механичар стигао, намјерно је разбио точак, да би показао судији да је точак морао да се замијени умјесто да замијене само гуму. Валети је поново био лидер, док је сада Бартали заостајао скоро три минута. На последњој етапи у Милану, Бартали је напао на једином успону, али му Валети није дао да се одвоји. Бартали је тријумфовао на етапи, а Валети је освојио свој други Ђиро, два минута и 59 секунди испред Барталија. У брдској класификацији завршио је други са 19 поена, три мање од Барталија.
Историрач Лео Турини је написао да је тај Ђиро можда имао и политичку позадину. Валети је био члан фашистичке партије, док је Бартали одбио да се придружи партији. Турини је написао да је шпијунска агенција Бенита Мусолинија — ОВРА оставила документа која доводе до закључка да је било умијешаности владе у снијегом прекривеној етапи 18.
У наставку сезоне, завршио је Ђиро ди Ломбардију на 22 мјесту, док је освојио Ђиро де Провинције Милано, хронометар који се вози у пару; Валети је побиједио у октобру у пару са Чином Чинелијем; док је у новембру такође у пару са Чинелијем завршио други, иза Барталија и Фавалија.

### 1940—1946
Након почетка Другог светског рата многе трке су укинуте. Валети је завршио Милано—Санремо на 35 мјесту, 45 секунди иза побједника — Ђина Барталија. Возио је Ђиро у мају, али без великог успјеха. На седмој етапи завршио је други, два монута иза Валтера Генератија. Ниједну другу етапу није завршио у првих 10 и Ђиро је завршио на 17 мјесту, сат и 34 минута иза побједника — Фауста Копија. На крају сезоне завршио је Ђиро ди Ломбардију на 10 мјесту у спринту групе која је дошла четири минута иза Барталија.
Године 1941 завршио је пети на Ђиро дел Венето трци, трећи на Ђиро дела Тоскана трци, иза Копија и Барталија. Милано—Санремо завршио је на 31 мјесту.
Валети је полако нестајао са бициклистичке сцене, 1942 завршио је на претпоследњом, 18 мјесту на Ђиро дел Венето трци, док је 1943 завршио трећи на Ђиро де Провинције Милано, у пару са Мариом де Бенедетијем.
Каријеру је завршио 1946, не остваривши неки запаженији резултат у последње три године каријере.